# Huệ Đăng Tướng
Huệ Đăng Tướng (tiếng Trung: 惠登相; bính âm: Huì Dēngxiāng, ? - 1645) xước hiệu là Quá thiên tinh (過天星), người Thanh Giản, Thiểm Tây, thủ lĩnh khởi nghĩa nông dân cuối đời Minh, từng tham dự đại hội Huỳnh Dương, về sau quy thuận triều đình.

## Quá trình hoạt động

### Tham gia khởi nghĩa
Không rõ ông khởi sự vào thời gian nào. Năm Sùng Trinh thứ 4 (1631), Đăng Tướng cùng bọn Trương Hiến Trung hoạt động ở Sơn Tây.
Năm thứ 5 (1632), lực lượng của ông là một trong 83 doanh nghĩa quân hoạt động ở Sơn Tây, Hà Nam, một trong 32 doanh ở Hà Nam.
Năm thứ 6 (1633), Đăng Tướng cùng bọn "Nhị tướng", "Hống thiên tinh" (có thuyết là "Hỗn thiên tinh") chuyển sang hoạt động ở các nơi Vũ An. Tháng 4 (tháng 5 – 6 Dương lịch), ông chạy đến núi Cao Trạch. Tháng 11 (tháng 12 DL), ở Vũ An trá hàng. Tháng 12 (tháng 12 – tháng 1 năm 1634 DL), về Thiểm Tây.
Tháng giêng năm thứ 8 (tháng 2 - 3 năm 1635 DL), Đăng Tướng tham gia đại hội Huỳnh Dương. Sau chiến dịch Phượng Dương, ông theo Cao Nghênh Tường đi Quy Đức (nay là Thương Khâu, Hà Nam), hợp quân với La Nhữ Tài. Tháng 3 (tháng 4 – 5 DL), Hồng Thừa Trù xuất Quan, các cánh nghĩa quân của Hiến Trung, Đăng Tướng tránh về Thiểm Tây. Tháng 11 (tháng 12 – tháng 1 năm 1636 DL), ông chạy đi Văn Hương (nay là nội địa Linh Bảo, Hà Nam), bị quan quân đuổi đánh, thua trận xin hàng.
Năm thứ 9 (1636), Đăng Tướng đóng quân ở Bảo Kê. Mùa đông, cùng Lý Tự Thành vào Xuyên.
Tháng 5 năm thứ 11 (tháng 6 – 7 năm 1638 DL), Đăng Tướng hội binh với La Nhữ Tài ở Giới Sơn. Tháng 6 (tháng 7 – 8 DL), họ đầu hàng triều đình tại Lô Thị, Hà Nam. Tháng 8 (tháng 9 – 10 DL), ông cùng Nhữ Tài, Thường An Quốc, Hạ Nhất Long hội họp ở Thiểm Châu (nay là huyện Thiểm, Hà Nam).
Năm thứ 12 (1639), Đăng Tướng cùng 8 doanh của bọn Nhữ Tài hoạt động ở các nơi Vân Dương, Hưng An. Tháng giêng (tháng 2 – 3 DL), tấn công Thiểm Tây, Vân Nam. Tháng 10 (tháng 10 – 11 DL), ông cùng Nhữ Tài từ Hưng Sơn, Viễn An tấn công Đại Ninh, Đại Xương (nay là Linh Khâu, Hà Nam). Tháng 11 (tháng 11 – 12 DL), tấn công Nam Chướng, Cốc Thành. Tháng 12 (tháng 12 – tháng 1 năm 1640 DL), Đăng Tướng, Nhữ Tài giết chết Hồ Quảng phó tổng binh Dương Thế Ân, Kinh Môn thủ tướng La An Bang ở Hoàng Liên Bình, diệt sạch cánh quan quân này.

### Đầu hiệu triều đình
Tháng hai năm thứ 13 (tháng 3 – 4 năm 1640 DL), Đăng Tướng vào Xuyên, đóng quân ở Ninh Xương. Cuối tháng, khi ông từ Dương Đầu Pha vượt sông Ba Vụ, bị Đại Xương tham tướng Lưu Quý đẩy lui. Tháng 3 (tháng 4 – 5 DL), mưu đánh Vu Sơn, bến đò bị Thạch Trụ nữ tướng Tần Lương Ngọc ngăn trở, nên không thực hiện được. Tháng 5 (tháng 6 – 7 DL), 13 doanh của bọn Đăng Tướng, Nhữ Tài tràn qua Quỳ Môn, từ phía sau Quỳ Sơn bỏ chạy, đóng đồn làm ruộng ở Nhị Bá (đập). Tháng 6 (tháng 7 – 8 DL), vượt sông Ba Vụ, hạ được huyện Khai, đóng đồn ở Nam Bá. Tháng 7 (tháng 8 – 9 DL), từ Dương Điếm vượt sông, đóng đồn ở Thủy Điền Bá, bị Tả Lương Ngọc đánh bại, đầu hàng, trở thành bộ tướng của ông ta. Tháng 8 (tháng 9 – 10 DL), nhận lệnh từ Bách Tử, Ba Vụ vào Sơn Tây, đánh Trương Hiến Trung.
Năm thứ 15 (1642), Đăng Tướng nhận chức Phó tướng, đóng quân ở Quân Châu. Tháng 6 (tháng 6 – 7 DL), đi huyện Khai, đóng đồn ở huyện Nam.
Năm thứ 16 (1643), Đăng Tướng được thăng làm Tổng binh ở Vũ Xương. Tháng 4 (tháng 5 – 6 DL), chiêu hàng bộ hạ của La Nhữ Tài; đánh bại nghĩa quân của Lý Tự Thành ở huyện Vân (nay là An Lục, Hồ Bắc). Tháng 12 (tháng giêng – tháng 2 năm 1644 DL), nhận lệnh của Tả Lương Ngọc, hợp binh với con trai ông ta là Tả Mộng Canh, tiến vào Hồ Bắc. Mộng Canh hàng Thanh, ông bỏ đi.
Năm sau (1645), bệnh mất.